# کلی ریپا
 کلی ماریا ریپا (انگلیسی: Kelly Ripa؛ زادهٔ ۲ اکتبر ۱۹۷۰) یک هنرپیشه، و مجری اهل ایالات متحده آمریکا است. وی از سال ۱۹۸۶ میلادی تاکنون مشغول فعالیت بوده‌است.
از فیلم‌ها یا برنامه‌های تلویزیونی که وی در آن نقش داشته است می‌توان به اتاق ماروین، امید و ایمان، دوجینش ارزان‌تر است، باک هوارد بزرگ و دلگو اشاره کرد.

## External links
- کلی ریپا در بانک اطلاعات اینترنتی فیلم‌ها (IMDb)
- Official website for Live! with Kelly
- "Blond Vivant: Kelly Ripa". Page Six. NY Post. July 13, 2008. Archived from the original on 12 July 2013. Retrieved 27 April 2017.
- کلی ریپا در توییتر